# Lipar
Lipar (Липар), în maghiară Bácsistensegíts  este un sat situat în partea de nord-vest a Serbiei, în Voivodina. Aparține  administrativ de comuna Kula.